# Конвой OG 71
Конвой OG 71 (англ. Convoy OG 71) — 71-й атлантичний конвой серії OG транспортних і допоміжних суден у кількості 23 одиниць, який у супроводженні союзних кораблів ескорту прямував від Британських островів до Гібралтару. Конвой вийшов 13 серпня 1941 року з Ліверпуля. 17 серпня був виявлений німецьким патрульним літаком Fw 200 «Кондор» KG 40. 19-23 серпня в результаті скоординованої атаки німецьких підводних човнів (перший випадок використання тактики «вовча зграя») втратив вісім суден і два кораблі ескорту. 25 серпня 1941 року решта конвою прибула до Гібралтару.

## Кораблі та судна конвою OG 71[1]

### Транспортні судна
Позначення
| Назва                | Прапор              | Тоннаж (GRT) | Прим.                                                                        |
| -------------------- | ------------------- | ------------ | ---------------------------------------------------------------------------- |
| Aguila (1917)        | Велика Британія     | 3 255        | Судно командора конвою віцеадмірала П. І. Паркера. 19 серпня затоплено U-201 |
| Aighai (1896)        | Грецьке королівство | 1 406        | пройшло до Порту                                                             |
| Aldergrove (1918)    | Велика Британія     | 1 974        | 23 серпня затоплено U-201                                                    |
| Alva (1934)          | Велика Британія     | 1 584        | 19 серпня затоплено U-559                                                    |
| Cervantes (1919)     | Велика Британія     | 1 810        | пройшло до Лісабону                                                          |
| Ciscar (1919)        | Велика Британія     | 1 808        | 19 серпня затоплено U-201                                                    |
| Clonlara (1926)      | Ірландія            | 1 203        | 22 серпня затоплено U-201                                                    |
| Copeland (1923)      | Велика Британія     | 1 526        | рятувальне судно конвою                                                      |
| Ebro (1920)          | Данія               | 1 547        |                                                                              |
| Empire Oak (1941)    | Велика Британія     | 484          | 22 серпня затоплений U-564                                                   |
| Empire Stream (1941) | Велика Британія     | 2 911        | Судно віцекомандора конвою. Вимушено відпливло до Лісабону                   |
| Grelhead (1915)      | Велика Британія     | 4 274        | вимушено відпливло до Лісабону                                               |
| Lanarhone (1928)     | Ірландія            | 1 221        | прибуло до Лісабону                                                          |
| Lapwing (1920)       | Велика Британія     | 1 348        |                                                                              |
| Lyminge (1919)       | Велика Британія     | 2 499        | прибуло до Лісабону                                                          |
| Marklyn (1918)       | Велика Британія     | 3 090        |                                                                              |
| Meta (1930)          | Велика Британія     | 1 575        | прибуло до Лісабону                                                          |
| Petrel (1920)        | Велика Британія     | 1 354        | пройшло до Порту                                                             |
| Spero (1922)         | Велика Британія     | 1 589        |                                                                              |
| Spind (1917)         | Норвегія            | 2 197        | 23 серпня торпедований U-564 і добитий U-552                                 |
| Starling (1930)      | Велика Британія     | 1 320        |                                                                              |
| Stork (1937)         | Велика Британія     | 787          | 23 серпня потоплений U-201                                                   |
| Switzerland (1922)   | Велика Британія     | 1 291        | прибуло до Лісабону                                                          |

### Кораблі ескорту
| Назва       | Прапор                                  | Тип корабля                                              | Прим.                                                           |
| ----------- | --------------------------------------- | -------------------------------------------------------- | --------------------------------------------------------------- |
| «Бат»       | Військово-морські сили Норвегії         | ескадрений міноносець типу «Вікс»                        | 19 серпня 1941 року потоплений німецьким підводним човном U-204 |
| «Блюбелл»   | Військово-морські сили Великої Британії | корвет типу «Флавер»                                     | 15-23 серпня                                                    |
| «Бореас»    | Військово-морські сили Великої Британії | ескадрений міноносець типу «B»                           | 22-23 серпня                                                    |
| «Кампанула» | Військово-морські сили Великої Британії | корвет типу «Флавер»                                     | 15-23 серпня                                                    |
| «Кемпіон»   | Військово-морські сили Великої Британії | корвет типу «Флавер»                                     | 15-23 серпня                                                    |
| «Гуркха»    | Військово-морські сили Великої Британії | ескадрений міноносець типу «L»                           | 20-23 серпня                                                    |
| «Гортензія» | Військово-морські сили Великої Британії | корвет типу «Флавер»                                     | 15-23 серпня                                                    |
| «Ланс»      | Військово-морські сили Великої Британії | ескадрений міноносець типу «L»                           | 20-23 серпня                                                    |
| «Лейт»      | Велика Британія                         | шлюп типу «Грімсбі»                                      | 13-23 серпня                                                    |
| «Відет»     | Військово-морські сили Великої Британії | ескадрений міноносець типу «V»                           | 21-23 серпня                                                    |
| «Волфлавер» | Військово-морські сили Великої Британії | корвет типу «Флавер»                                     | 15-23 серпня                                                    |
| «Виверн»    | Військово-морські сили Великої Британії | ескадрений міноносець «Модифікований Адміралті» типу «W» | 22-23 серпня                                                    |
| «Зінніа»    | Військово-морські сили Великої Британії | корвет типу «Флавер»                                     | 23 серпня 1941 року потоплений U-564                            |

## Підводні човни Крігсмаріне, що брали участь в атаці на конвой[10]
| Назва | Тип       | Командир                              | Результати атаки                                                     |
| ----- | --------- | ------------------------------------- | -------------------------------------------------------------------- |
| U-75  | типу VIIB | капітан-лейтенант Гельмут Рінгельманн | не брав участі в атаці                                               |
| U-83  | типу VIIB | капітан-лейтенант Ганс-Вернер Краус   | не брав участі в атаці                                               |
| U-106 | типу IXB  | капітан-лейтенант Юрген Естен         | не брав участі в атаці                                               |
| U-201 | типу VIIC | оберлейтенант-цур-зее Адальберт Шне   | 19 серпня потопив Aguila, Ciscar; 23 серпня — Aldergrove і Stork     |
| U-204 | типу VIIC | капітан-лейтенант Вальтер Келль       | 19 серпня потопив норвезький есмінець «Бат»                          |
| U-552 | типу VIIC | оберлейтенант-цур-зее Еріх Топп       | 23 серпня потопив Spind                                              |
| U-559 | типу VIIC | оберлейтенант-цур-зее Ганс Гайдтманн  | 19 серпня потопив Alva                                               |
| U-564 | типу VIIC | оберлейтенант-цур-зее Райнгард Зурен  | 22 серпня потопив Clonlara і Empire Oak; 23 серпня — корвет «Зінніа» |